# Битва на лінії Марет
Битва на лінії Марет (англ. Battle of the Mareth Line, нім. Schlacht um die Mareth-Linie) — наступальна операція британської 8-ї армії під командуванням генерала Б.Монтгомері за підтримки союзних сил проти німецько-італійських військ 1-ї армії, що оборонялися по рубежу оборонної лінії Марет. Операція, що тривала з 16 до 31 березня 1943 року в південній частині Тунісу, була першою значною операцією 8-ї армії після Другої битви за Ель-Аламейн 4,5 місяці тому. 19 березня 1943 року в ході операції «Пьюджіліст», першої фази британського наступу, був захоплений плацдарм, але спроба подальшого прориву вглиб оборони противника була відбита контратаками країн Осі. Генерал Монтгомері змінив план наступу, визначивши альтернативний напрям атаки, для здійснення обхідного маневру через Тебаґа Геп. 26 березня була розпочата друга фаза битви — операція «Суперчардж II». Монтгомері посилив флангові удари, внаслідок чого італійсько-німецька 1-ша армія змушена була відступити до Ваді-Акаріт, ще на 64 км вглиб території Тунісу.

## Історія

### Передумови

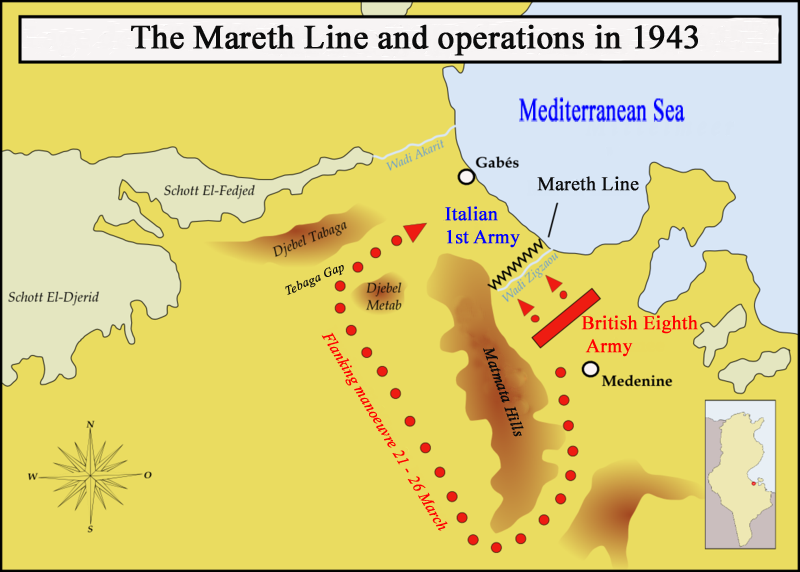
Битва на лінії Марет. Весна 1943

6 березня 1943 року італійсько-німецькі війська під командуванням генерал-фельдмаршала Ервіна Роммеля спробували зірвати наступ британської 8-ї армії Бернарда Монтгомері на лінію Марет поблизу міста Меденін у Французькому Тунісі. Завдяки радіоперехопленню та розшифровці системою «Ультра» інформації про запланований контрнаступ противника, британське командування було заздалегідь попереджено і до початку ворожого наступу встигло перекинути підкріплення на загрозливий напрямок з Триполі та Бенгазі. В результаті вжитих заходів, наступальна операція, під кодовою назвою «Капрі», групи армій «Африка» не увінчалася успіхом, і, не маючи можливості витрачати свої скудні сили, необхідні для оборони лінії Марет, Роммель був змушений відмовитися від подальших спроб розгромити союзні війська та відступив.

### Битва
19 березня 1943 року британський XXX корпус (генерал-лейтенант Олівер Ліз) розпочав операцію «Пьюджіліст». 50-й (Нортумбрійській) піхотній дивізії (генерал-майор Джон Ніколс) вдалося прорвати ділянку лінії оборони, яку утримувала 136-та танкова дивізія «Джовані Фашисті» поблизу Зарата. Дощ і пересічний характер місцевості перешкоджали розгортанню танків, літаків або протитанкових гармат, через що дії піхотних підрозділів відбувалися ізольовано. Контратака 15-ї танкової дивізії та «Джовані Фашисті» 22 березня відбила більшу частину захопленого британцями плацдарму, було захоплено 35 британських танків і 200 полонених. Союзники утримували свої позиції до темряви. 24 березня всі британські атакуючі сили були відкликані назад. XXX корпус підготував нову атаку на Таллуф, під час якої 4-та індійська піхотна дивізія (генерал-майор Френсіс Такер) здійснила нічну атаку 23/24 березня навколо внутрішнього кінця лінії оборони, що збігалося з широким маневром з лівого флангу головними силами Монтгомері.

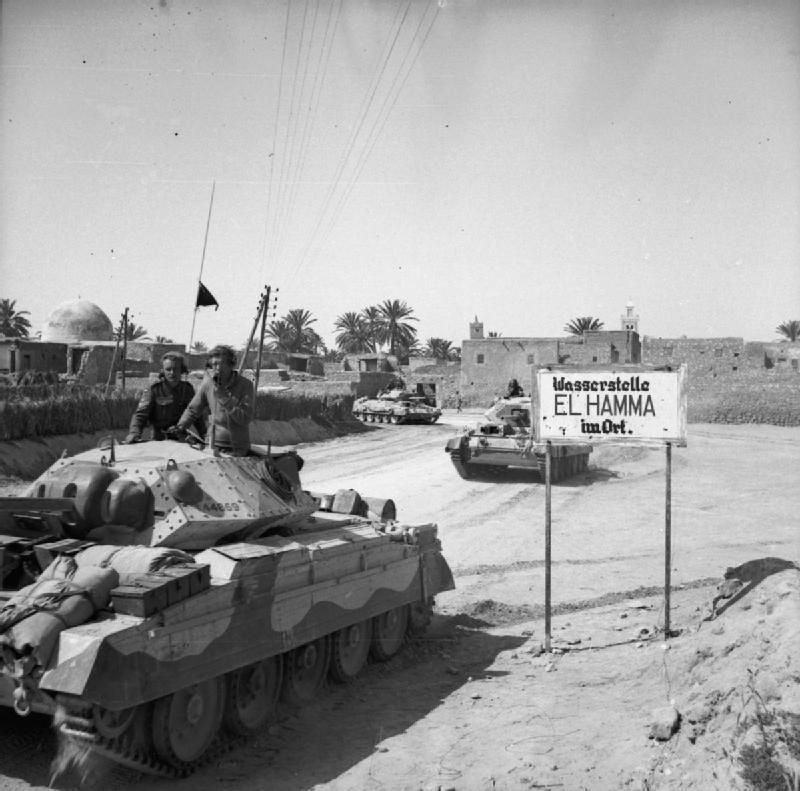
Британські танки «Крусейдер» 1-ї бронетанкової дивізії вступають в Ель-Хамму. 29 березня

На початку січня 1943 року патруль групи пустельної глибинної розвідки (LRDG) знайшов перевал у Джебель-Дагар, який отримав назву Уайлдерс-Геп. Пізніше патруль проник до Тебага-Геп і довів, що просування техніки цим шляхом можливо. Патруль виявив прогалину в системі оборони Осі, пройшовши далі на північ до Гафси, і 2 лютого вийшов на передові позиції 1-ї британської армії, яка наступала із заходу. Монтгомері підсилив 2-у новозеландську дивізію (генерал-лейтенант Бернард Фрейберг) і перейменував її в Новозеландський корпус для здійснення атаки через пагорби Матмата через Вайлдерс-Геп у Джебель-Дагар, ретельно приховуючи зосередження ударного угруповання від розвідки Осі.
Наступ Новозеландського корпусу було заплановано провести в три етапи: здійснення 19 березня нічного маршу на відстань 32 км до Ваді-бель-Кречеба, потім другого нічного маршу завдовжки 64 км до проміжку Тебага, а на світанку 21 березня — захоплення входу в прогалині й просування якомога швидше після цього в обхід оборонних позицій Роммеля. Потім корпус мав прориватися до Ель-Гами, що виходить на прибережну дорогу на північ від Габеса. Фланг наступу мали захищати війська Вільної Франції (генерал Філіп Леклерк) і 1-й Королівський драгунський гвардійський полк. Атака X корпусу від Аль-Хамми до Габеса відрізала б захисників італійської 1-ї армії на позиціях лінії Марет і дала Новозеландському корпусу можливість просунутися на 130 км вгору узбережжям до Сфакса.

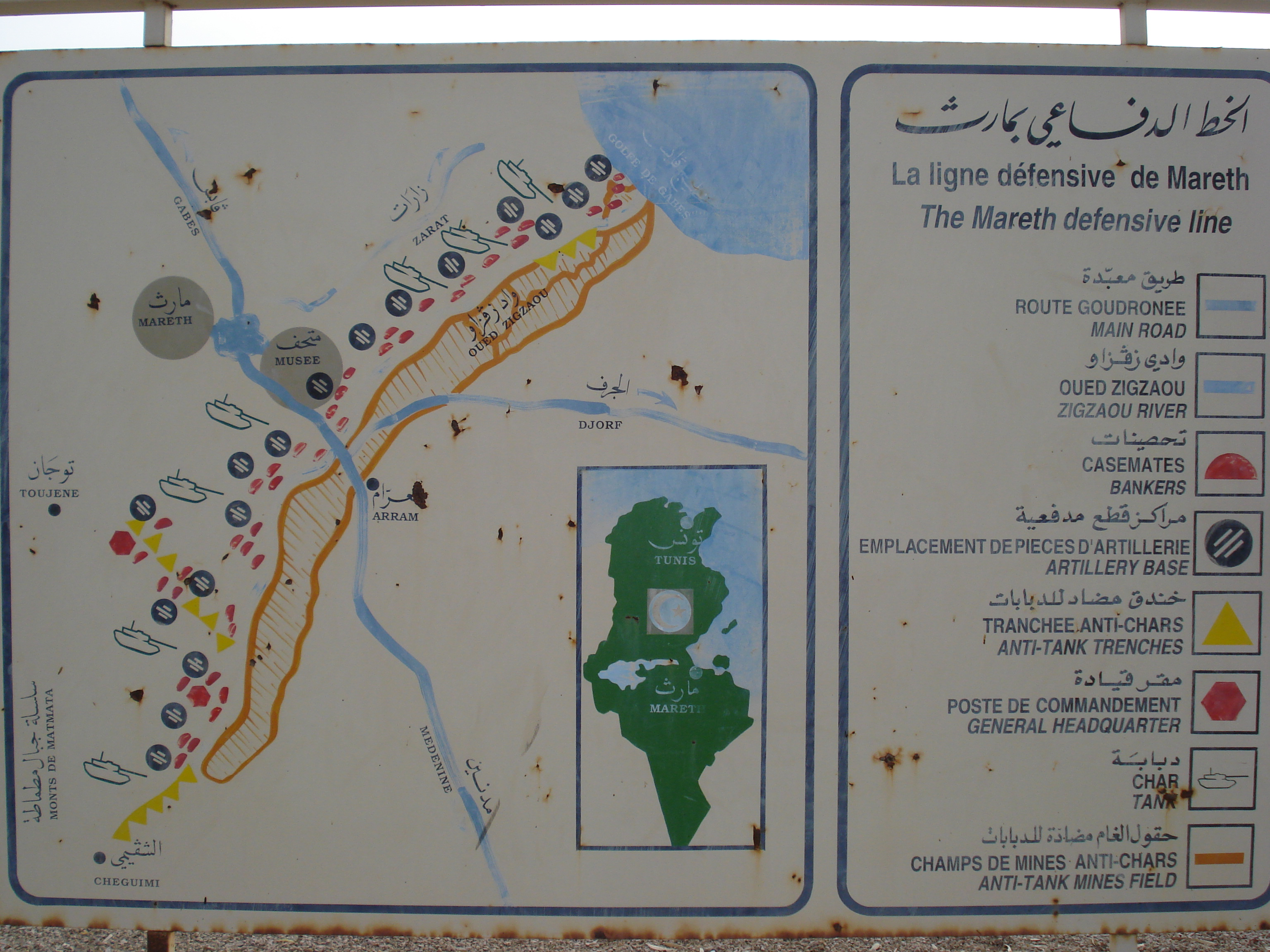
Схематичне зображення колишньої французької оборонної лінії Марет

Планування зосереджувалося на дотриманні фактору несподіванки та швидкому захопленні позиції італійсько-німецьких військ. Корпус мав відносно невелику кількість піхоти і більше покладався на вогневу міць своєї артилерії, щоб зруйнувати моральний дух військ противника, а повітряну підтримку забезпечували винищувачі та бомбардувальники. Одночасна фронтальна атака XXX корпусу на лінії Марет мала відволікти увагу ворога та перешкоджала б проведенню контратаки Осі; 2-й американський корпус 1-ї армії мав наступати через Ель-Гаттар, створюючи загрозу комунікаціям противника та не допускаючи підходу його резервів з боку Сфакса.
21 березня Новозеландський корпус вступив у бій з військами країн Осі в Тебага-Геп, але протягом наступних чотирьох днів подолання оборони 164-ї легкої африканської та 21-ї танкової дивізій було дуже повільним, хоча новозеландці забезпечили невелике вклинення у щілину. На лінії Марет XXX корпус досяг певного прогресу, але також далеко не прорвався. 23 березня Монтгомері наказав 1-й бронетанковій дивізії генерал-майора Реймонда Бріггса з X корпусу підсилити Новозеландський корпус із резерву, де він чекав, щоб скористатися очікуваними проривами або XXX корпусу, або Новозеландського корпусу, паралельно генерал Хоррокс, з штабом X корпусу був у готовності перебрати на себе контроль над операцією в Тебага-Геп.

### Операція «Суперчардж II»
Операцію «Суперчардж II» планувалося розпочати вдень 26 березня з попередньою запланованою в ніч з 25 на 26 березня атакою для захоплення висоти 184. Новозеландський корпус повинен був атакувати Тебага Геп на фронті двох бригад і захопити оборонні позиції армій Осі від Джебель-Тебаги до Джебель-Мелаба. Далі в прорив мала йти 1-ша бронетанкова дивізія.

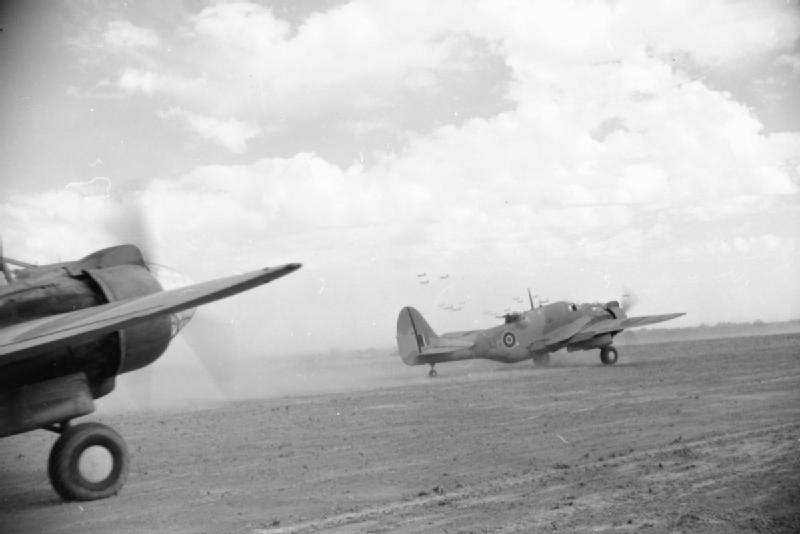
Британські легкі бомбардувальники «Мартин Балтимор» злітають у повітря з аеродрому в Бен Кардані для бомбардування ворожих позицій на лінії Марет. Березень 1943

О 2:50 ночі висота 184 була успішно захоплена 21-м новозеландським батальйоном, а артилерія союзників почала артилерійську підготовку атаки о 16:00. Першою в бій піднялася 8-ма бронетанкова бригада, за якою йшли моторизовані підрозділи піхотного батальйону, а потім у пішому порядку наступаючі ланцюги піхоти. Як з'ясувалося пізніше, 164-та легка і 21-ша танкова дивізії не очікували штурму противника в денний час і були застигнуті зненацька. Британським танкам було наказано наступати в максимальному темпі, і піхота, ледве встигаючи рухатися за бронетехнікою, також просувалася швидким кроком, вийшовши до першого визначеного рубежу, а потім продовжила рух, незважаючи на зростаючий опір і затримки. Бронетанковий полк у рішучому кидку атакував Ваді Айзуб, а за ним наступав 23-й новозеландський батальйон. Ліворуч мінне поле, прикрите протитанковими гарматами, новозеландці обійшли з обох боків, щоб наблизитися до другого визначеного рубежу, і зачистили проходи для танків 1-ї бронетанкової дивізії, попри осередки опору формувань Осі, які оборонялися поблизу.
До настання темряви в обороні було зроблено пролом; зупинившись до сходу місяця о 23:00, 1-ша бронетанкова дивізія продовжила рух крізь розрив і швидко просунулася до Ель-Хамми, у 32 км на північний схід, на півдорозі до Габеса на узбережжі. Вранці 27 березня німецька 15-та танкова дивізія була перекинута з резерву для проведення контратаки по правому флангу Новозеландського корпусу. До 9:00 ранку її атаку було відбито, і Новозеландський корпус просунувся до пагорбів праворуч. До вечора 27 березня опір німців було зламано, але підрозділи 1-ї бронетанкової дивізії були зупинені військами, що оборонялися на підступах під Ель-Гамми, а танки чекали місячного світла.
До 28 березня генерал Джованні Мессе віддав наказ, щоб усі сили Осі були відведені з лінії Марет на відсіч наступу X та Новозеландського корпусів на правому фланзі своєї оборони, водночас затримавка 1-ї бронетанкової дивізії в Ель-Хаммі, сприяло тому, що італійцям вдалося уникнути оточення. 29 березня Новозеландський корпус зайняв Габес, що змусило Осі відступити на нову лінію за 24 км у тил Габеса у Ваді-Акаріт, тоді як 164-та легка, 15-та танкова та 21-ша танкова дивізії вели бої в ар'єргарді. Ель-Хамма була полишена 29 березня, шлях для 1-ї бронетанкової дивізії для просування на північ з Новозеландським корпусом праворуч від них, став відкритим.
31 березня операція «Суперчардж II» була завершена. 8-ма армія зазнала близько 4 000 втрат, переважно у 50-ї дивізії, яка також втратила велику кількість танків; новозеландський корпус втратив 51 танк і 945 людей. Корпус було розформовано, а його частини розподілено між X і XXX корпусами.
Сили Осі, незважаючи на відступ у відносно організованому порядку, втратили окрім загиблих та поранених, ще понад 7000 полоненими, з яких 2500 були німцями. 15-та танкова дивізія зазнала значних втрат, 164-та легка африканська дивізія втратила більшу частину свого озброєння та техніки. 80-та авіадесантна дивізія «Ла Спеція» зазнала втрат майже на 50 %, а 16-та моторизована дивізія «Пістоя» була майже повністю знищена; кілька італійських дивізій були об'єднані. 1-ша армія відійшла до Ваді-Акаріт.